# Аракава Еріко
Аракава Еріко (яп. 荒川 恵理子; нар. 30 жовтня 1979) — японська футболістка. Грала за збірну Японії.

## Виступи за збірну
Дебютувала у збірній Японії 10 червня 2000 року в поєдинку проти Канади. У складі японської збірної учасниця жіночого чемпіонату світу 2003 та 2007 років та Літніх олімпійських ігор 2004 та 2008 років. З 2000 по 2011 рік зіграла 72 матчі та відзначилася 20-а голами в національній збірній.

## Статистика виступів
| Збірна Японії | Збірна Японії | Збірна Японії |
| Рік           | Матчі         | Голи          |
| ------------- | ------------- | ------------- |
| 2000          | 2             | 0             |
| 2001          | 0             | 0             |
| 2002          | 0             | 0             |
| 2003          | 13            | 5             |
| 2004          | 10            | 5             |
| 2005          | 0             | 0             |
| 2006          | 14            | 3             |
| 2007          | 15            | 4             |
| 2008          | 14            | 3             |
| 2009          | 1             | 0             |
| 2010          | 0             | 0             |
| 2011          | 3             | 0             |
| Загалом       | 72            | 20            |